# 短筒荚蒾
短筒荚蒾（学名：Viburnum brevitubum）是五福花科荚蒾属的植物，是中国的特有植物。分布在中国大陆的贵州、湖北、四川、江西等地，生长于海拔1,300米至2,300米的地区，多生于山谷林中以及林缘，目前尚未由人工引种栽培。